# Earthblade
Earthblade fue un videojuego de género metroidvania y plataformas en desarrollo por la compañía Extremely OK Games. Estaba concebido para ser un juego de plataformas, exploración y acción, con un estilo artístico similar al título anterior del estudio, Celeste. Su desarrollo comenzó en 2019, siendo anunciado por primera vez en 2021. En la gala de los Game Awards 2022 se mostró parte del juego, recibiendo críticas positivas.
Inicialmente la fecha de lanzamiento del juego era en 2023, aunque este fue retrasado a 2024 en los Game Awards 2022. En enero de 2025, el estudio anunció que el juego había sido cancelado, citando como razones una disputa sobre los derechos de propiedad intelectual de Celeste y complicaciones con el desarrollo.

## Jugabilidad
Earthblade se desarrolló como un juego de plataformas, exploración y acción en dos dimensiones, con un estilo artístico de pixel art. Su género y estilo artístico eran similares al juego anterior del desarrollador, Celeste (2018). El diseño del mundo también se influenciaba del subgénero metroidvania y los juegos de fantasía. El jugador tenía que controlar al personaje Névoa, quien había vuelto recientemente a una Tierra en ruinas, explorando el mundo, corriendo entre plataformas, escalando el terreno y luchando contra enemigos.

## Desarrollo
Earthblade estuvo en desarrollo por el estudio independiente Extremely OK Games. El juego estaba incluido en Steam, planeando su lanzamiento para Windows. El desarrollo comenzó en 2019, aunque fue anunciado por primera vez en abril de 2021, cuando el estudio publicó fragmentos de su banda sonora, compuesta por Lena Raine. El logo del título estaba diseñado por Pedro Medeiros. "Cuando comenzamos a trabajar de nuevo, sentíamos la urgencia de huir los más lejos posible de Celeste", declaró la desarrolladora Maddy Thorson. Más tarde, el estudio acordó incluir elementos de Celeste.
Tras el primer anuncio del juego, el estudio tenía como fecha de lanzamiento potencial 2023, aunque Thorson declaró que el desarrollo "podría llevar más tiempo". En abril de 2022, comenzó la fase de playtest. Thorson dijo que el estudio realizaría el playtest mensualmente, con la esperanza de que el lanzamiento fuese en 2023. Más tarde, durante la gala de los Game Awards 2022, Thorson mostró el primer trailer de jugabilidad, anunciado su retraso a 2024. En marzo de 2024, el estudio declaró que el juego sería lanzado después de 2024 y Thorson añadió que el desarrollo no se había paralizado. El estudio también anuncio la incorporación en el equipo del desarrollador independiente Kyle Pulver como diseñador, quien había trabajado anteriormente en Super Meat Boy Forever y Offspring Fling.
El estudio anunció en enero de 2025 que el juego había sido cancelado, citando como razones una disputa sobre los derechos de propiedad intelectual de Celeste, la pérdida de un miembro del estudio y las complicaciones para continuar el desarrollo. Los desarrolladores también declararon que el estudio volvería a trabajar en "proyectos de menor escala".
El 7 de marzo de 2025, la compositoria de la música de Earthblade, Lena Raine, publicó en su web de Bandcamp un álbum incluyendo nueve canciones del juego, titulado EARTHBLADE ~ Across the Bounds of Fate. En la web del álbum, lo describe más como un "álbum conceptual" que como una banda sonora, afirmando que "decidió juntar apresuradamente cada pedazo de música escrita por ella para el juego hasta el momento de la cancelación para contar su propia versión de este".

## Recepción
Chris Moyse, del medio Destructoid, alabó la música y el estilo del juego, en base al trailer mostrado en los Game Awards 2022. Shubhankar Parijat, de GamingBolt, también alabó el aspecto del juego en el trailer.